# Win32-loader
win32-loader — компонент Debian-Installer'а, который запускается на ОС Windows и имеет возможность загрузить актуальный установщик либо через сеть (как версия использующаяся в goodbye-microsoft.com) или с CD-ROM (как версия, включённая в lenny CD images).
win32-loader родился как независимый проект, для которого была доступна только сетевая версия.
win32-loader сильно зависит от таких проектов как NSIS, GRUB 2, loadlin и Debian-Installer. Кроме того, он был создан под влиянием таких проектов как Wubi и Instlux.

## Особенности
- Автоматически определяет x86-64 совместимую архитектуру и выбирает x86-64 релиз Debian-а.

- Обнаруживает ряд параметров из среды Windows (часовой пояс, настройки прокси и т. д.), и передает их Debian Installer так что пользователю не придется выбрать их.

- Перевод на 28 языков. Выбранный язык отображается для пользователя с первого шаблона и прозрачно передается Debian Installer.

## Аналогичные проекты
- Topologilinux: использует coLinux для запуска на Windows.
- Instlux, включенных в OpenSUSE с выпуска 10.3.
- Wubi.
- UNetbootin.